# کول‌تپه (قورقا)
کول تپه (قورقا) مربوط به هزاره اول - دوره اشکانیان - دوره ساسانیان است و در شهرستان میانه، بخش کاغذ کنان، روستای گل تپه واقع شده و این اثر در تاریخ ۱۰ خرداد ۱۳۸۲ با شمارهٔ ثبت ۸۹۰۰ به‌عنوان یکی از آثار ملی ایران به ثبت رسیده است.